# Cassagnabère-Tournas
Cassagnabère-Tournas é uma comuna francesa na região administrativa da Occitânia, no departamento do Alto Garona. Estende-se por uma área de 25.24 km², com 463 habitantes, segundo o censo de 2018, com uma densidade de 18 hab/km².